# Użytki przygodne

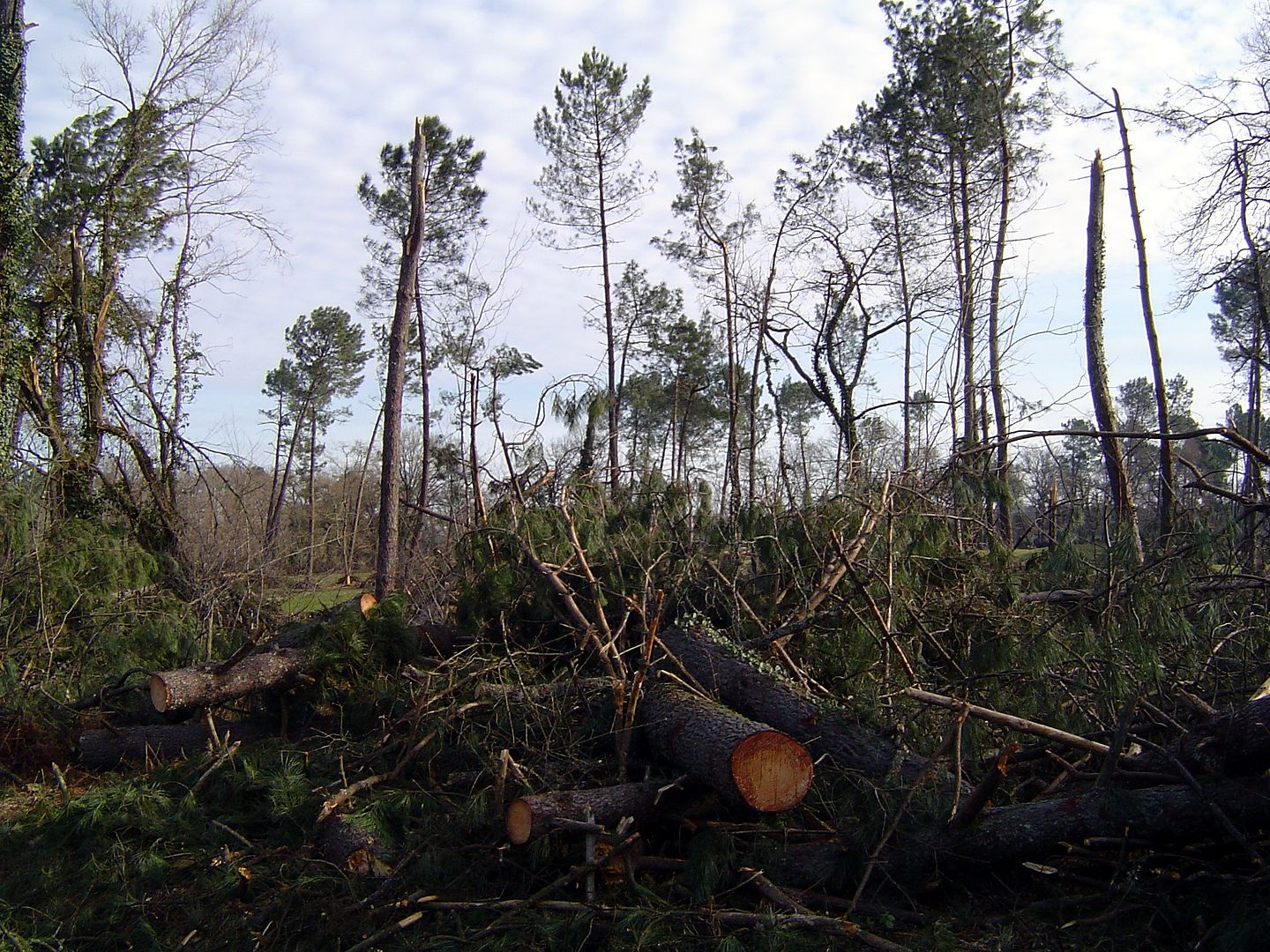
Wiatrołomy w lesie

Użytki przygodne – drewno uzyskiwane w lasach w ramach nieplanowanych cięć sanitarnych drzew w różnych fazach rozwoju (nie dotyczy upraw i młodników) polegające na usuwaniu drzew martwych i obumierających (posuszu), wiatrołomów i wiatrowałów (jednostkowo lub grupowo). Do cięć przygodnych włączane lub wyodrębniane są użytki poklęskowe. Użytki przygodne pozyskiwane są standardowo w lasach gospodarczych, ale występują też w polskich parkach narodowych, w tym motywowane zapewnieniem bezpieczeństwa i przejezdności szlaków komunikacyjnych. 
W XXI wieku globalne ocieplenie powoduje istotne zmiany w warunkach rozwoju lasów, nasilając częstość i intensywność wystąpień czynników abiotycznych i biotycznych uszkadzających drzewostany. Rośnie ryzyko uszkodzeń lasów powodowanych przez wiatr, spadek poziomu wód gruntowych, choroby grzybowe i szkodniki owadzie. W efekcie obserwowany jest istotny wzrost pozyskania drewna w ramach cięć przygodnych (np. w Austrii użytki przygodne stanowiły w 2019 roku aż 62% całkowitego pozyskania drewna). Ze względu na deprecjację surowca pozyskiwanego w ramach cięć przygodnych i negatywny wpływ na realizację zaplanowanych cięć rębnych wzrost udziału tych użytków wpływa negatywnie na wyniki finansowe w gospodarce leśnej. Obniżeniu pozyskania użytków przygodnych służyć ma stopniowa przebudowa drzewostanów i lepsze dostosowanie ich składu do siedlisk. Wskazuje się także na potrzebę ograniczenia pozyskania użytków przygodnych w celu zwiększenia udziału martwego drewna w lesie, zwłaszcza na obszarach poddanych ochronie, w szczególności na trudniej dostępnych siedliskach, gdzie ma to uzasadnienie ekonomiczne. Z kolei systematyczne usuwanie użytków przygodnych, w tym realizowane także na terenach poddanych ochronie, eliminuje siedliska gatunków, nierzadko stanowiących przedmiot ochrony (np. ptaków dziuplastych w obszarach specjalnej ochrony ptaków).
Cięcia przygodne wykorzystywane bywają do zaspokajania potrzeb lokalnych społeczności na drewno opałowe.
Użytków przygodnych nie należy mylić z użytkami ubocznymi, obejmującymi niedrzewne surowce pozyskiwane w lasach.